# Мавродафни
Маврода́фни (греч. Μαυροδάφνη, Mavrodafni) — сорт чёрного винограда, распространённый в Ахайе (Северный Пелопоннес) и красное сладкое креплёное вино, производимое из него. Используется Греческой православной церковью как причастное вино.
Мавродафни — тёмное, почти непрозрачное вино тёмно-красного цвета. Содержит ароматы и вкусы карамели, шоколада, кофе, смол и цветов. Одно из немногих сортов вина, хорошо подходящих к десертам из шоколада.
На производстве Мавродафни специализируется известная винодельня «Ахайя-Клаусс» (Achaia Clauss).

## Другие причастные вина
- Нама
- Кагор
- Вин Санто